# 16900 Лозер
16900 Лозер (16900 Lozere) — астероїд головного поясу, відкритий 27 лютого 1998 року.
Тіссеранів параметр щодо Юпітера — 3,229.